# Wszystko stracone
Wszystko stracone (ang. All Is Lost) – amerykański dramat filmowy z 2013 w reżyserii J.C. Chandora.
Jedyną postacią występującą w tym filmie jest żeglarz grany przez Roberta Redforda. W 2013 otrzymał on za tę rolę nagrodę Stowarzyszenia Nowojorskich Krytyków Filmowych (NYFCC) w kategorii najlepszy aktor. 
Obraz był nominowany m.in. do Oscara za najlepszy montaż dźwięku (Richard Hyms, Steve Boeddeker). W 2014 został nagrodzony Złotym  Globem za najlepszą muzykę (Alex Ebert).

## Fabuła
Samotny żeglarz (Robert Redford) znajduje się na Oceanie Indyjskim. Po uszkodzeniu jego jachtu przez pływający kontener, rejs zamienia się w dramat. Egzystencja żeglarza jest zagrożona przez otaczający ocean, przyrodę i brak wszelkiej pomocy. Pozostaje tylko walka o przetrwanie.